# Juan Larrea Celayeta
Juan Larrea Celayeta (Bilbao, 1895 - Córdoba, Argentina, 1980) fou un poeta i pensador.

## Biografia
Neix el 13 de març de 1895 a Bilbao. A través de l'obra de Gerardo Diego i Vicente Huidobro, el jove Larrea queda fascinat per la poesia, en la qual busca una sortida a la realitat mediocre que l'envolta. Encara que té una vida relativament esplaiada com a arxiver i bibliotecari, el seu descontentament amb l'entorn i amb si mateix el duu a emprendre una doble fugida: primer a París, on abandona el castellà com a llengua de creació i adopta el francès. Crea allí, al costat del seu amic César Vallejo, la revista Favorables París Poema.
La segona fase de la seva fugida el durà al Nou Món, a estudiar cultures precolombines. El 1932 abandona la creació poètica. Després de la Guerra Civil, s'exilia definitivament a Amèrica i emprèn una obra assagística, on destaquen els seus estudis sobre César Vallejo, Vicente Huidobro, el surrealisme, el Guernica de Picasso i Machu Picchu. La vida de Larrea és una successió de coincidències significatives, a la manera de l'atzar objectiu surrealista. Va interpretar els accidents de la mateixa (i de la societat en el seu conjunt) com la manifestació d'una voluntat o necessitat superior, que feia necessària una enorme crisi material i espiritual (manifestada en les avantguardes i les dues guerres mundials).